# ابوبکر باقلانی

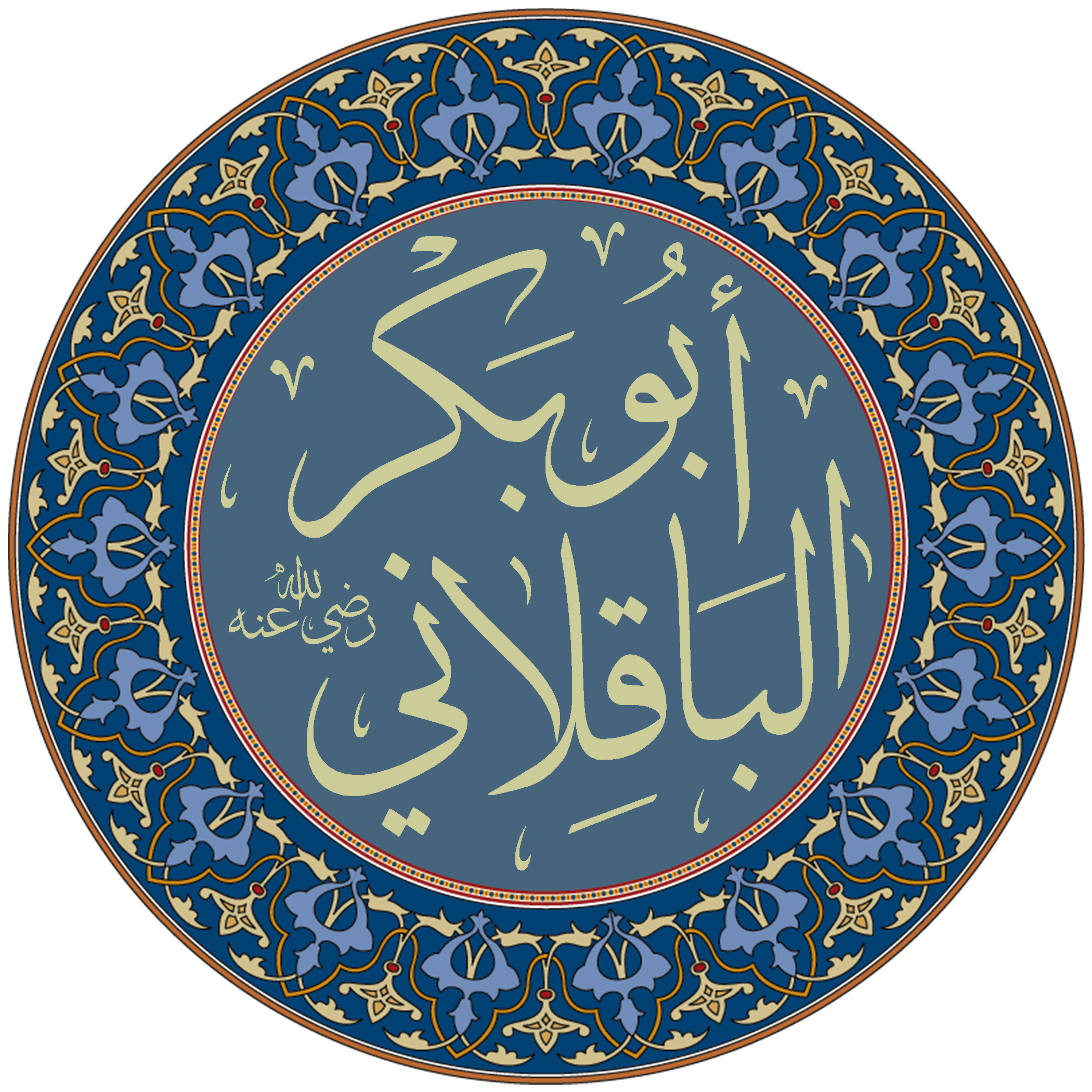

ابوبکر محمد بن طیب بن محمد باقلانی اشعری بصری از دانشمندان مسلمان اشعری در علم کلام و نحو سده چهارم هجری قمری در فارس زاده شد و در ۶۵ سالگی در مدینه درگذشت.

## زندگی نگاشت

### شرایط تاریخی
فروپاشی خلافت عباسی که حاصل پاره‌پاره شدن قدرت مرکزی اش بود تأثیرات مخرب بیواسطه ای بر جایگاه مسلمانان اهل سنت داشت. نظامیان شیعه همچون آل بویه در شرق و حمدانیان در سوریه شمالی و بین‌النهرین شمالی و غیره کنترل ممالک اسلامی را بدست داشتند. اهل سنت نه تنها مجبور به دفاع از جایگاه خود در مقابل اهل تشیع بودند بلکه همچنین مجبور بودند تا به انتقادات بسیار قوی متکلمان و عارفان و اخلاقیان شیعه پاسخ گویند. رویارویی با الهیات شیعه نه تنها بزرگترین پالش برای متکلمان اهل سنت بود بلکه یک چالش درونی نیز بود.

### نام
نام وی ابو بکر محمد ابن طیب این محمد ابن جعفر این قاسم الباقلانی بصری است. او همچنین به نام قاضی ابو بکر نامبردار است. وی در بصره زاده شده‌است و اوضاع و احوال آن نامعلوم است. تاریخ زادروز وی نیز برای هیچ‌کدام از زندگی‌نامه نویسانش معلوم نیست. جوزف الیان سرکیس بر این باور است که قاضی باقلانی در سال ۳۳۸ هجری زاده شده‌است. هیچ چیزی در باب اوائل زندگانی باقلانی در بصره دانسته نیست. وی از بصره به بغداد نقل مکان می‌کند و اصول را زیر نظر فردی اشعری به نام مجاهد طائی، فقه را نزد ابو بکر ابهری از پیشروان مالکی در بغداد فرا می‌گیرد.

### کنیه
در باب کنیه وی به بقلانی آمده‌است که ابن خلکان در باب این کنیه و تلفظ صحیح آن بتفصیل سخن رانده‌است و در نهایت نتیجه گرفته‌است که نام وی باید از بقلا باشد. گرچه که حریری بر این باور است که نام وی مشتق از بقلی است.

## استادان
«علم معقول» را از ابوعبداللّه محمدبن احمدبن مجاهد طائی، شاگرد ابوالحسن اشعری، فراگرفته بود.
از جمله استادان او در کلام ابوالحسن باهلی بصری بود که او نیز از شاگردان ابوالحسن اشعری بود و، به گفته خود باقلاّنی، او با ابواسحاق اسفراینی (اسفراینی، ابواسحاق) و ابن فورک به درس شیخ باهلی می‌رفته‌اند.